# Retranqueo
El retranqueo es la ubicación de un edificio o parte de él por detrás de una línea trazada a una cierta distancia de una calle u otras partes del edificio.

## Arquitectura

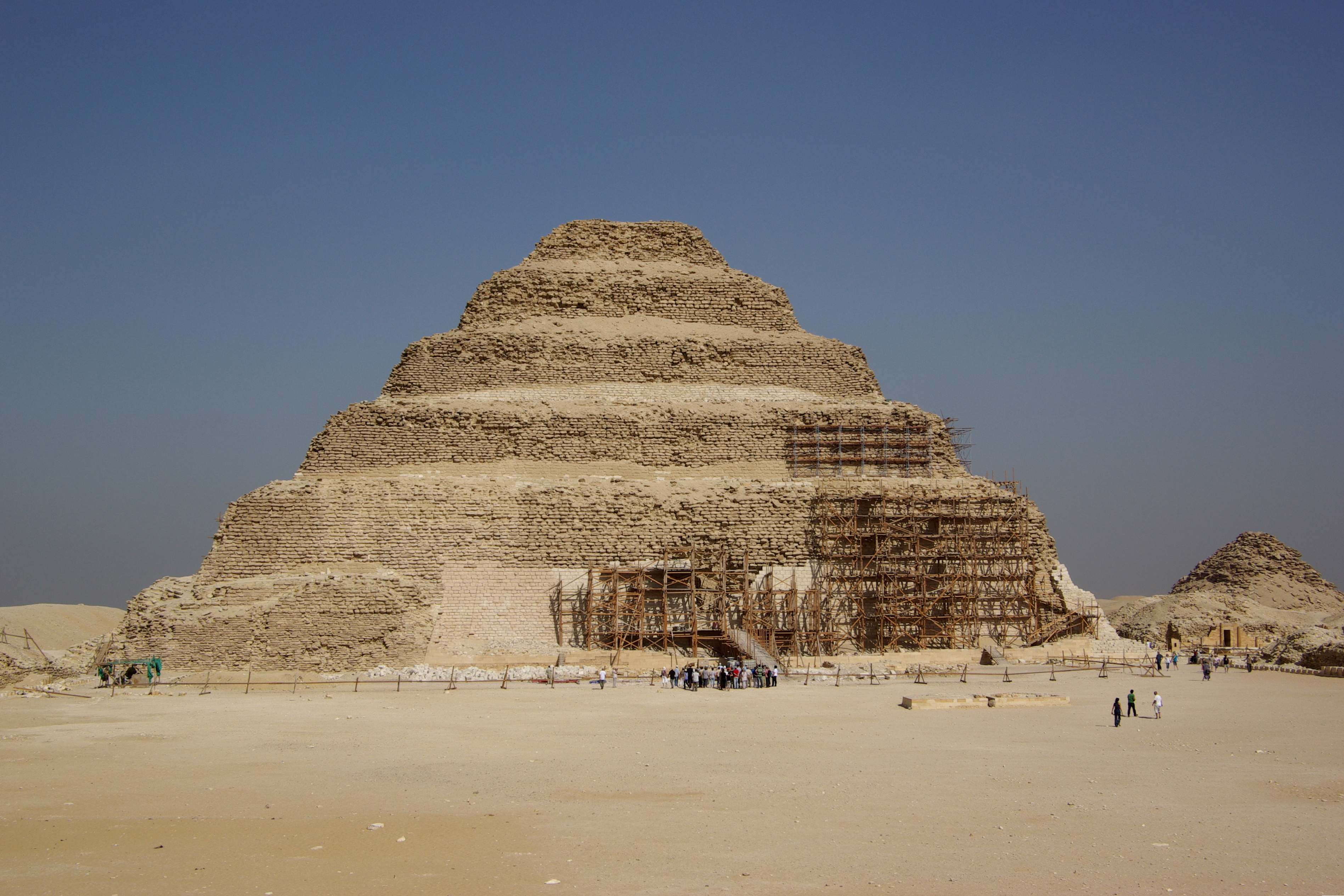
Retranqueos en la pirámide escalonada de Zoser.

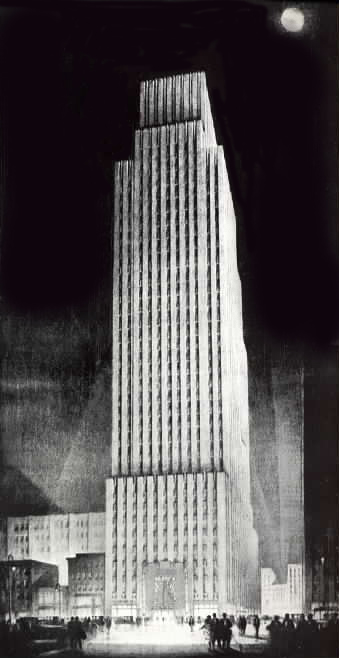
El New York Daily News Building, que tiene varios retranqueos. Fue diseñado por el arquitecto Raymond Hood en 1929. La Ley de Zonificación de 1916 de Nueva York provocó la aparición de muchos rascacielos con retranqueos.

Un retranqueo puede ser una recesión escalonada en una pared de un edificio. Los retranqueos se usaron inicialmente por razones estructurales, pero actualmente se suelen usar por imposición de las ordenanzas de construcción o por motivos estéticos. En zonas con mucha densidad de construcciones, los retranqueos permiten que llegue más luz y aire fresco al nivel de la calle.

### Historia
En la antigüedad, los constructores usaron retranqueos para aumentar la altura de los edificios de albañilería distribuyendo las cargas gravitatorias producidas por materiales como arcilla, piedra o ladrillo. Esto se consiguió reduciendo progresivamente la superficie de cada planta respecto a la anterior. Los retranqueos también permitían que se produjera la erosión natural sin comprometer la integridad estructural del edificio. El ejemplo más gráfico de esta técnica son las pirámides escalonadas de Mesopotamia y el Antiguo Egipto, como el zigurat de Tappeh Sialk o la pirámide escalonada de Zoser.

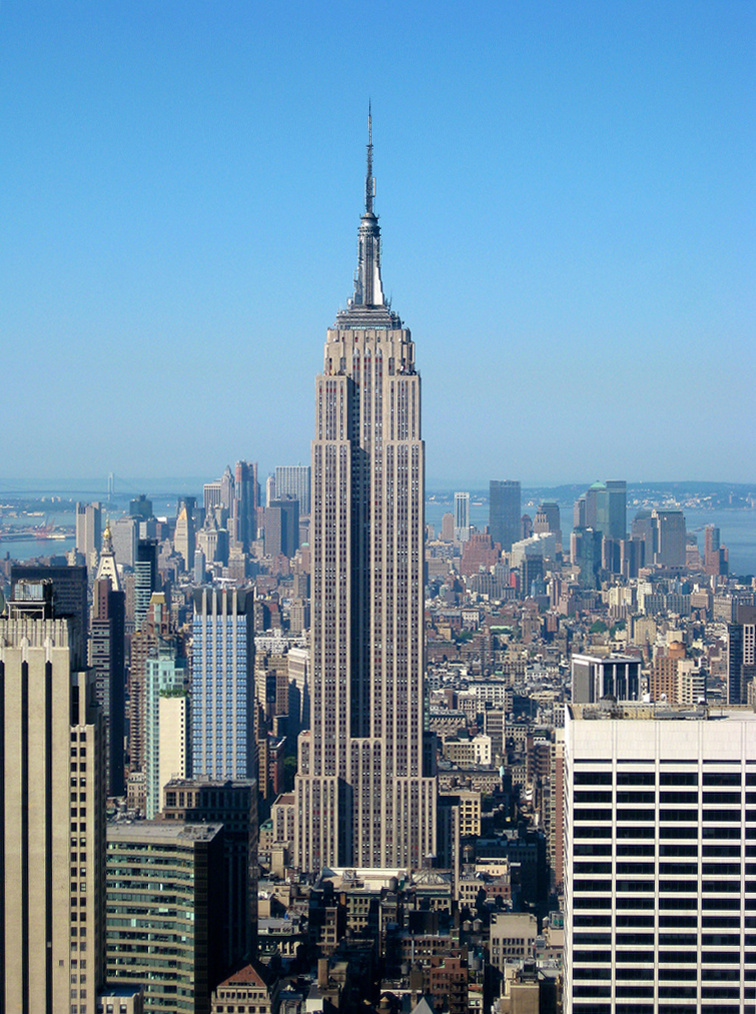
Los retranqueos hacen que la superficie del Empire State Building de Nueva York disminuya al aumentar la altura.

Durante siglos, los retranqueos fueron una necesidad estructural en prácticamente todos los edificios y estructuras de albañilería de varias plantas. A medida que los arquitectos aprendieron a transformar los retranqueos en un elemento arquitectónico, la mayoría de los retranqueos se hicieron menos pronunciados que en las pirámides escalonadas y a veces eran enmascarados hábilmente por la rica ornamentación.
La introducción del sistema estructural de steel framing a finales del siglo XIX eliminó la necesidad de retranqueos. El uso de esta tecnología, combinado con avances como los ascensores y las bombas hidráulicas, influyeron en el crecimiento del tamaño y densidad de los edificios en las grandes ciudades. Impulsados por el deseo de maximizar la superficie utilizable, algunos promotores evitaron el uso de retranqueos, a costa de crear una serie de riesgos para la seguridad y las condiciones de vida. Por ejemplo, el Equitable Building, construido en Nueva York en 1915, que tiene 38 plantas, producía una enorme sombra. Se decía que "al mediodía, proyectaba una sombra de cuatro manzanas de longitud," que impedía que llegara la luz del sol a los edificios cercanos.

### Regulaciones
Actualmente numerosas jurisdicciones tienen regulaciones urbanísticas, como ordenanzas de zonificación, que imponen retranqueos para asegurar que las calles y espacios públicos tengan más espacio abierto, así como la cantidad adecuada de luz y aire. Por ejemplo, en barrios de alta densidad, como Manhattan, se suelen limitar las fachadas de los edificios en la línea de la calle a una altura o número de plantas determinado. Por encima de esa altura, se exige que los edificios se retranqueen por detrás de un plano inclinado teórico llamado "plano de exposición solar", que no puede ser penetrado por la fachada exterior del edificio. Por la misma razón, se pueden usar retranqueos en barrios de baja densidad para limitar la altura de los muros perimetrales, por encima de los cuales el edificio tiene que tener un techo inclinado o retranquearse antes de elevarse hasta su altura máxima.

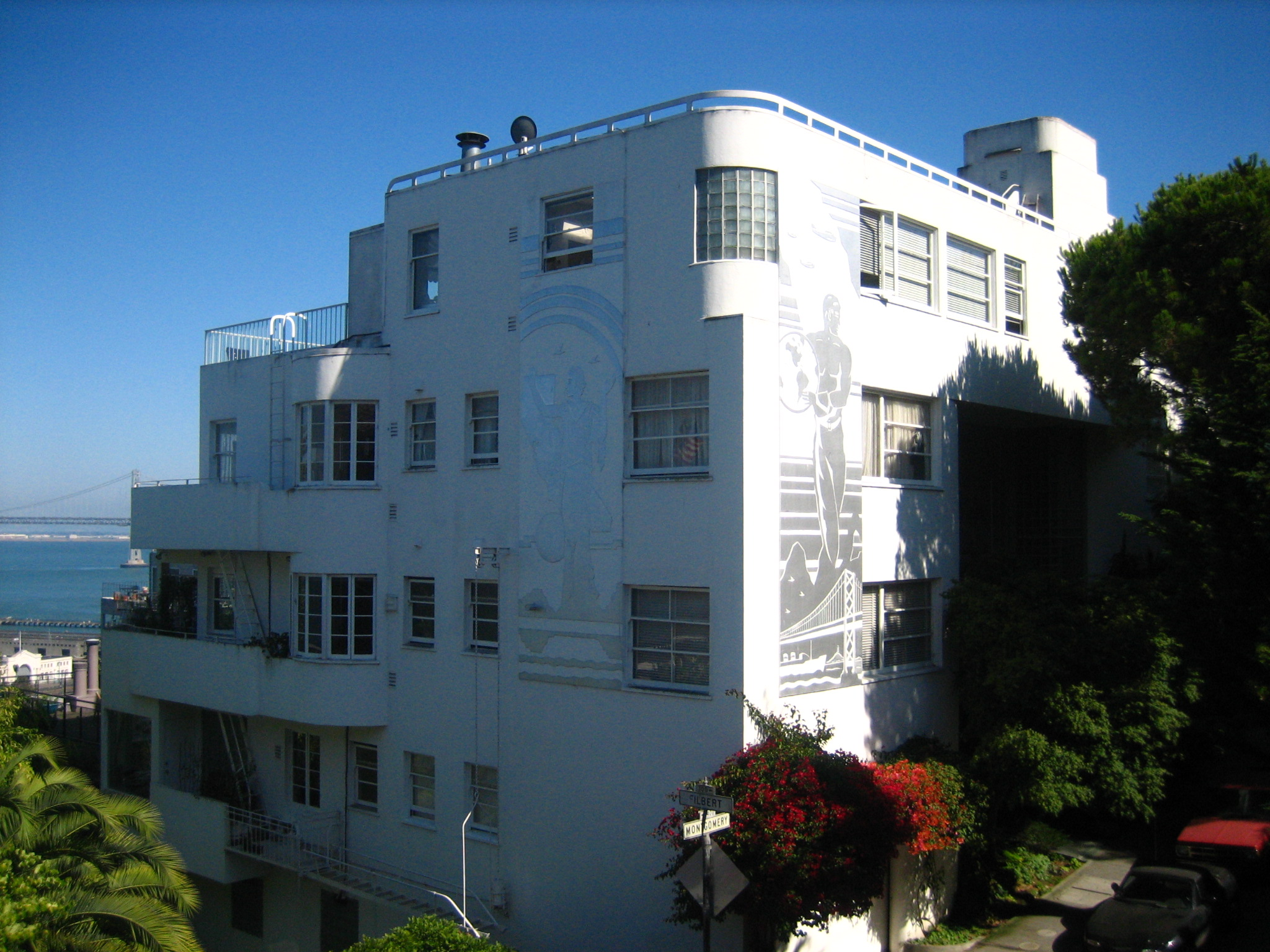
El Malloch Building de San Francisco, situado en el lado inclinado de Telegraph Hill, que tiene varios retranqueos.

En muchas ciudades, los retranqueos de los edificios añaden valor a las estancias del edificio adyacentes al retranqueo creando espacios exteriores utilizables. Estas terrazas en los retranqueos son muy apreciadas porque proporcionan aire fresco, vistas del skyline y permiten usos de ocio, como jardines o comer al aire libre.
En los Estados Unidos, los requisitos de retranqueos varían entre los municipios. Por ejemplo, la ausencia de disposiciones sobre el retranqueo en las leyes de zonificación de Chicago hace que su skyline sea muy diferente del de Nueva York, donde desde 1916 la construcción de rascacielos se ha guiado por la Ley de Zonificación de 1916. Esta ley también dictó otro tipo de directrices de retranqueos, que pretendían aumentar la cantidad de espacio público de la ciudad. Esto se consiguió añadiendo un retranqueo mínimo al nivel del suelo, que crea un espacio abierto frente al edificio, a veces denominado plaza.

## Urbanismo
En urbanismo y usos del suelo, un retranqueo también puede designar la distancia que un edificio u otra estructura se retranquea respecto a una calle, carretera, río, la costa, un terreno inundable, o cualquier otro lugar que se considera que necesita protección. Según la jurisdicción, puede regular otros aspectos como alambradas, paisajismo, fosas sépticas y varios riesgos posibles contra la seguridad. Los retranqueos se regulan habitualmente en ordenanzas locales o en las normativas de zonificación municipales. También se pueden establecer retranqueos respecto a carreteras en leyes provinciales o nacionales.
Habitualmente, las viviendas unifamiliares tienen un retranqueo respecto al límite de la parcela, de manera que no se puedan situar una al lado de otra. Los retranqueos también permiten que accedan a los edificios los servicios públicos y los contadores de luz, agua, gas... En algunos municipios, los retranqueos se miden desde los límites de la calle, y no desde el límite de la propiedad. No obstante, muchas ciudades del mundo, como las construidas en Estados Unidos antes de 1916 y el inicio de la zonificación, no usan retranqueos. Recientemente, algunos urbanistas, como Jane Jacobs, han criticado el uso de retranqueos en la zonificación y las leyes relativas a construcción, debido al papel que han tenido en producir dispersión urbana y ciudades de baja densidad dependientes del automóvil.
Las casas más antiguas tienen retranqueos más pequeños, debido a que el modo de transporte más usado era caminar y la distancia que caminaban las personas a sus destinos y, posteriormente, las paradas del tranvía tenían que ser cortas por necesidad. En los barrios construidos en Estados Unidos antes de 1890, cuando se hizo popular el primer coche eléctrico, son comunes distancias de menos de dos metros. Muchos suburbios construidos antes de 1920 tienen parcelas estrechas y retranqueos de dos a cinco metros entre las casas. Cuando se generalizó el uso del automóvil los retranqueos aumentaron aún más debido a que las leyes de zonificación exigían a los promotores dejar grandes espacios entre la casa y la calle. Recientemente, en algunas zonas de Estados Unidos, se han disminuido los requisitos de retranqueos para permitir que los nuevos edificios estén más cerca de la calle, dentro del movimiento urbanístico conocido como Desarrollo de Bajo Impacto. Esto permite que el patio trasero sea más utilizable y limita nuevas zonas de superficie impermeable para favorecer la infiltración del agua de lluvia.
Por otro lado, los buzones tienen a menudo un retranqueo máximo en lugar de un mínimo. La administración postal o el maestro de postas pueden ordenar que si un buzón de una calle está demasiado lejos del bordillo para que el cartero introduzca el correo sin tener que salir del vehículo, el correo no se entregue a esa dirección hasta que se solucione la situación.